# Roger Taylor (batterista 1949)
Sir Roger Taylor, all'anagrafe Roger Meddows-Taylor (King's Lynn, 26 luglio 1949), è un polistrumentista, cantautore e compositore britannico.
È soprattutto noto per essere il batterista della rock band Queen.
Fu grande amico del suo compagno di gruppo Freddie Mercury, conosciuto ai tempi della scuola.

## Biografia
Si avvicinò al mondo della musica durante l'adolescenza trascorsa a Truro, cantando nel coro della chiesa. 
Vedendo suo cugino fare alcuni accordi base con una chitarra, decise di imparare a suonare questo strumento musicale. Inizialmente si soffermò su alcuni accordi di base con un ukulele e con il tempo arrivò a formare una band skiffle che si sciolse dopo pochissimo. Dopo il poco successo di quest'ultima, decise di formare una sorta di gruppo quando lui aveva appena otto anni, chiamato Cousin Jack, nel quale suonava la chitarra. Anche questo gruppo durò pochissimo, e Roger capí di essere molto più adatto a suonare la batteria, così nel Natale dello stesso anno ricevette in regalo da suo padre la sua prima batteria e inizia a suonare in alcuni gruppi del luogo. Nel 1966 Roger divenne il cantante dei The Reaction, band in cui già suonava la batteria, e in quell'anno la band vinse un concorso locale di talenti.
Pur mantenendo il suo vivo interesse per la musica, Roger decise di studiare odontoiatria e nel 1967 si trasferì a Londra per iscriversi al London Hospital Medical College. In seguito abbandonò la facoltà di medicina e si laureò invece in biologia.
Nel 1968 un amico di Taylor lesse su una bacheca un annuncio che diceva - all'incirca - che si cercava un batterista stile Ginger Baker/Mitch Mitchell. L'amico avvisò Roger che trovò il numero da chiamare sopra l'annuncio, e alla chiamata rispose Brian May. Si unì così (come batterista) a Brian May e Tim Staffell per creare il gruppo degli Smile. Nella primavera del 1970, Tim Staffell lasciò il gruppo decretandone la fine. Nello stesso anno, Brian e Roger trovarono in Freddie Mercury il partner adatto per sfondare nel mondo del rock e fondarono il gruppo dei Queen (nome scelto dallo stesso Mercury), al quale nel febbraio del 1971 si unì anche il bassista John Deacon. Oltre al ruolo di batterista, Roger ha scritto e interpretato svariate canzoni come I'm in Love with My Car (cantata da lui), Radio Ga Ga, A Kind of Magic, These Are the Days of Our Lives e The Loser in the End (cantata da lui).
Dal 2005 al 2009 ha fatto parte dei Queen + Paul Rodgers, con cui ha pubblicato l'album The Cosmos Rocks nel 2008, e dal 2011 ad oggi dei Queen + Adam Lambert.
Il 12 agosto 2012 ha partecipato alla cerimonia di chiusura dei Giochi della XXX Olimpiade, suonando Brighton Rock ed esibendosi in We Will Rock con Brian May e Jessie J.
Taylor è stato nominato Ufficiale dell'Ordine dell'Impero Britannico (OBE) negli onori di Capodanno del 2020 per i servizi alla musica.

### Carriera solista
Come solista esordisce con un singolo, nel 1977, riproponendo una vecchia canzone dei the Parliaments, I Wanna Testify, con arrangiamento e parte del testo originale. Taylor accredita la canzone a Clinton / Taylor". È probabile che egli intendesse George Clinton e Daron Taylor. Le royalties della sua versione verranno comunque accreditate allo stesso Roger Taylor per via delle forti differenze dell'arrangiamento e della lirica. Il lato B invece è una canzone rock totalmente di propria concezione dal titolo Turn on the TV.
Il primo album solista di Taylor, Fun in Space, è stato pubblicato nel 1981. Taylor canta in tutte le tracce e suona tutti gli strumenti a parte circa la metà delle tastiere, che sono state eseguite dall'ingegnere David Richards. Taylor non è stato in grado di promuovere l'album nella sua massima misura, perciò è apparso in alcuni programmi TV europei per promuovere il singolo "Future Management", incluso Top of the Pops.
La successiva avventura di Taylor, Strange Frontier, arrivò nel giugno 1984. I tre singoli dell'album furono la title track, "Beautiful Dreams" (solo in Portogallo) e "Man on Fire", quest'ultimo diventato uno dei preferiti dal vivo per lui negli anni successivi. Non sono stati fatti tentativi di promozione dei singoli dato che i Queen iniziarono un tour per promuovere The Works, e Taylor non si è esibito in nessun programma televisivo.
Happiness?, pubblicato nel settembre 1994, presenta contenuti molto sociali e critici. Una delle canzoni più critiche è Nazis 1994, la prima traccia. Censurata da diverse radio inglesi per via precauzionale perché dai contenuti critici ed offensivi nei confronti dei neonazisti. In questo album Taylor ha anche lavorato con Yoshiki, batterista e pianista degli X Japan, nella canzone "Foreign Sand".
Nel 1998, Taylor pubblicò il suo quarto album da solista Electric Fire. Lo supportò con un piccolo tour nella primavera del 1999. Taylor ha anche eseguito uno dei primi concerti su Internet - per il quale ha ricevuto una menzione nel Guinness dei Primati: il tutto è raccontato da lui stesso nel VHS Live at the Cyberbarn - The Making of a World Record.
Nel 2009 ha pubblicato il singolo The Unblinkin' Eye con il quale protesta formalmente contro il governo inglese per via della permanenza delle truppe (anche non anglosassoni) in conflitti come quello in corso nell'Afghanistan. Trattasi di una toccante canzone dai contenuti forti. Il messaggio diretto nei confronti di chi governa dai toni molto accesi. La canzone ha una partitura divisa in parti melodiche, rockeggianti ed elettroniche. All'interno del brano in un interludio viene usato lo xilofono. È lo stesso Taylor ad esclamarlo nel cantato.
Il 2013 vede la pubblicazione sia del quinto album in studio Fun on Earth che del box antologico The Lot contenente tutti gli album della carriera da solista di Roger e gli album ormai fuori catalogo registrati con i The Cross.

### The Cross
Parallelamente all'esperienza con i Queen, nel 1987 Roger ha creato un altro gruppo musicale, The Cross, di cui era chitarrista ritmico e cantante solista, e in cui di rado e solo nel primo album suonava la batteria. Il gruppo era composto da Taylor, Clayton Moss (chitarrista), Joshua McRae (batterista), Peter Noone (bassista) e Spike Edney (tastiere).
I Cross hanno pubblicato tre album in studio e hanno esplorato diversi generi musicali, dagli esperimenti pop con ampio uso di elettronica dell'album d'esordio Shove It al rock più classico di Mad, Bad and Dangerous to Know e Blue Rock, con incursioni anche nel soft pop. Il gruppo, nonostante la buona qualità dei prodotti musicali, non ha avuto molto successo, eccetto in paesi come Germania e Svizzera, dove i Cross hanno intrapreso numerosi tour e apparizioni a festival importanti.
La morte di Freddie Mercury e l'inaspettato insuccesso nelle vendite spinsero la band a sciogliersi nel 1993. L'ultimo concerto ufficiale della band risale al Gosport Festival del 1993.  I The Cross si sono riuniti per una sola notte il 7 dicembre 2013, vent'anni dopo la loro rottura ufficiale.

### Vita privata
Il 3 ottobre 2010 Roger Taylor ha sposato Sarina Potgieter, già sua compagna da sei anni, con una cerimonia tenuta nel giardino della loro casa nel Surrey. Ha cinque figli: Felix Luther (1980) e Rory Eleanor (1986) con Dominique Beyrand, sua compagna dal 1976 al 1988, e Rufus Tiger (1991), Tiger Lily (1994) e Lola Daisy May (2000), avuti con la modella Debbie Leng.
Uno dei suoi figli, Rufus Taylor, è l'attuale batterista della band The Darkness, oltre che aver collaborato con i Queen + Adam Lambert, in cui milita il padre.

## Lo stile

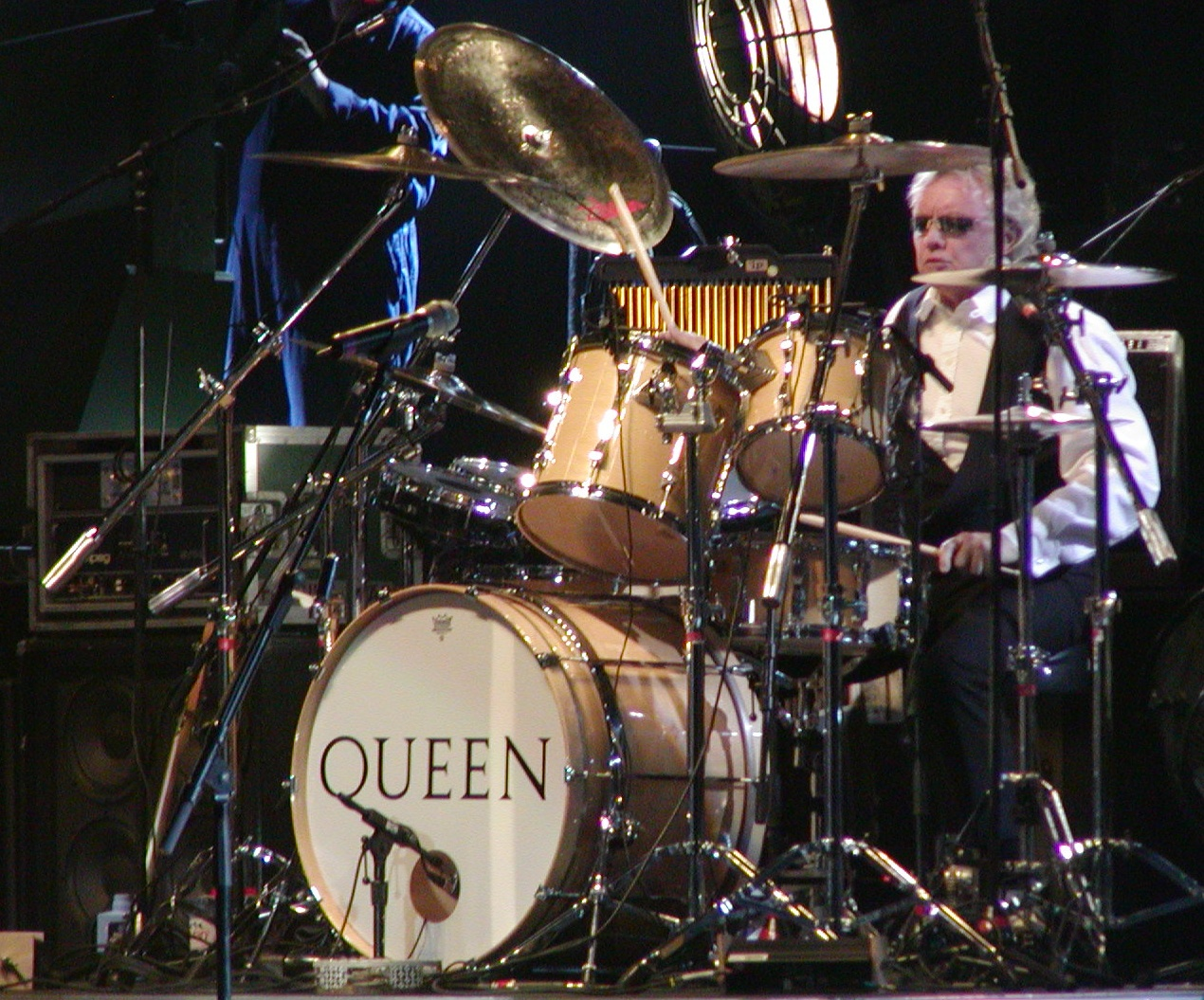
Roger Taylor in concerto nel 2005

Assieme a John Deacon, bassista dei Queen, agli esordi era definito The Sonic Volcano ("il vulcano del suono"). Insieme fornivano una base ritmica estremamente solida su cui costruire qualsiasi pezzo. Uno dei tratti distintivi è un'accentuazione del colpo di rullante nel secondo e nel quarto quarto della misura, effettuato aprendo e chiudendo l'hihat in maniera rapida. Questo espediente permette di rafforzare la potenza dell'effetto del rullante. Taylor inoltre spesso suona con una delle bacchette al contrario, prendendola dalla parte della punta.
Taylor è ben noto anche per la sua ampia estensione vocale e per il falsetto che si può ammirare in molte canzoni dei Queen tra le quali Bohemian Rhapsody, My Fairy King, In The Lap Of The Gods, Somebody To Love, More Of That Jazz e '39. A volte ha suonato tastiere, chitarre e basso nelle sue canzoni.

### Strumentazione

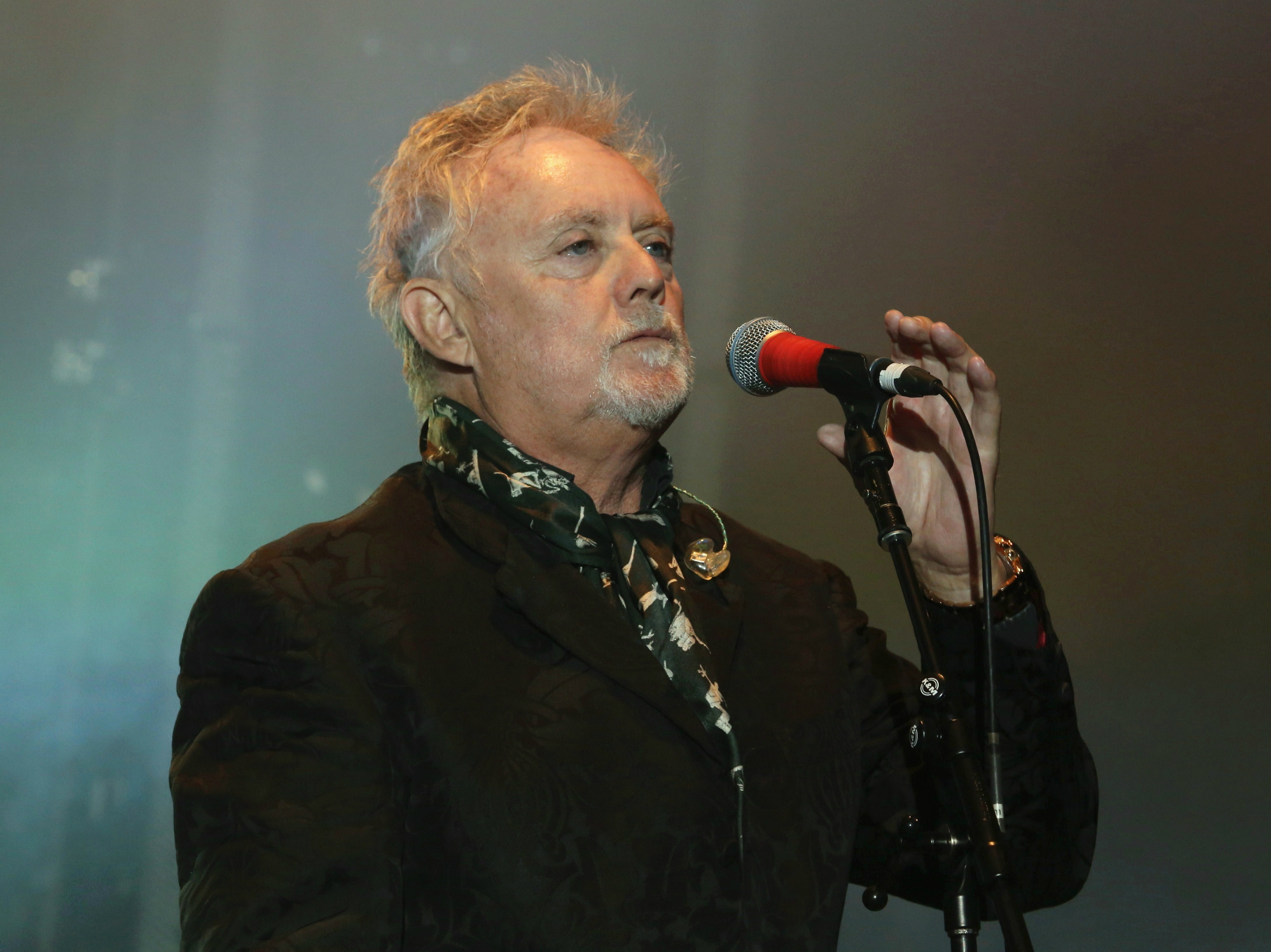
Roger Taylor in concerto nel 2013

Da sempre endorser della Ludwig, dal 1988 utilizza ancora oggi un set della Ludwig di color acero naturale laccato; unico pezzo "non-Ludwig" nel kit odierno, è la grancassa (una Sleishman, azienda artigianale australiana; Roger ha usato una intera batteria di questa marca nell'album Made in Heaven). Ancora, nel kit di oggi è accostato ad un set di tre rototoms della Remo, posti sopra i due timpani più gravi. Come piatti, ha usato principalmente Avedis Zildjian (che usa ancora oggi) e qualche Paiste. Alle volte utilizza, come nella tournée del 2004-2005-2006 con Paul Rodgers, il doppio pedale DW 9002. Nelle recenti apparizioni (ad esempio nella manifestazione 46664, avvenuta il 27 giugno 2008) Roger ha usato una batteria DW di colore Green Sparkle, mantenendo invariati nel drumset i piatti e la grancassa, la solita Sleishman.
Per il "Cosmos Rock Tour 2007-2008-2009", sempre firmato Queen + Paul Rodgers, Roger ha utilizzato ancora DW: il kit principale è di color acero naturale, il secondo kit, montato nel B-Stage (per accompagnare Brian May in "'39" con cassa e tamburello, per il suo assolo di batteria e per I'm in Love with My Car), è di colore nero con meccaniche gold.

### Influenze
Taylor ha dichiarato che il suo primo modello di batterista era Mitch Mitchell dei Jimi Hendrix Experience: "Penso ancora che ascoltare Mitch Mitchell, in particolare le prime cose con Hendrix, sia semplicemente fantastico. Questa fusione di tecnica jazz e meravigliosi riff ma con questo feroce attacco rullante su tutto il kit, penso che abbia avuto un sacco di influenze jazz. Infatti per me suonava il kit come una canzone, era semplicemente meraviglioso. Un’integrazione completa all’interno della canzone. Non solo un semplice tenere il tempo".
Taylor ha anche espresso grande ammirazione per John Bonham dei Led Zeppelin. Parlando di Bonham, Taylor ha detto: "Il più grande batterista rock and roll di tutti i tempi è stato John Bonham, che ha fatto cose che nessuno prima aveva mai pensato possibili con la batteria. E anche il più grande suono dei suoi tamburi - risuonavano enormi e con solo una grancassa. Così veloce che ha fatto di più con una grancassa di quanto la maggior parte della gente potesse fare con tre, se fossero stati in grado di gestirle". Tuttavia, per pura tecnica, Taylor ha descritto il batterista jazz e di big band Buddy Rich come "il migliore che abbia mai visto".
Parlando con Modern Drummer nel 1984, Taylor ha anche descritto Keith Moon, il batterista degli Who, come "assolutamente geniale...aveva uno stile assolutamente unico; non doveva nulla a nessuno".

## Canzoni da solista
- A Nation Of Haircuts (R. Taylor) (dall'album Electric Fire, 1998)
- Abandonfire (R. Taylor - D. Richards) (dall'album Strange Frontier, 1984)
- Airheads (R. Taylor) (dall'album Fun In Space, 1981)
- Beautiful Dreams (R. Taylor) (dall'album Strange Frontier, 1984)
- Believe In Yourself (R. Taylor) (dall'album Electric Fire, 1998)
- Dear Mr. Murdoch (R. Taylor) (dall'album Happiness?, 1994)
- Everybody Hurts Sometime (R. Taylor) (dall'album Happiness?, 1994)
- Foreign Sand (R. Taylor - Yoshiki) (dall'album Happiness?, 1994)
- Freedom Train (R. Taylor) (dall'album Happiness?, 1994)
- Fun In Space (R. Taylor) (dall'album Fun In Space, 1981)
- Future Management (R. Taylor) (dall'album Fun In Space, 1981)
- Good Times Are Now (R. Taylor) (dall'album Fun In Space, 1981)
- Happiness? (R. Taylor) (dall'album Happiness?, 1994)
- I Cry For You (Love, Hope And Confusion) (R. Taylor - D. Richards) (dall'album Strange Frontier, 1984)
- I Wanna Testify (R. Taylor - G. Clinton - D. Taylor) (dal singolo I Wanna Testify, 1977)
- Interlude In Constantinople (R. Taylor) (dall'album Fun In Space, 1981)
- Is It Me? (R. Taylor) (dall'album Electric Fire, 1998)
- It's An Illusion (R. Taylor - R. Parfitt) (dall'album Strange Frontier, 1984)
- Killing Time (R. Taylor) (dall'album Strange Frontier, 1984)
- Laugh Or Cry (R. Taylor) (dall'album Fun In Space, 1981)
- Let's Get Crazy (R. Taylor) (dall'album Fun In Space, 1981)
- London Town, C'mon Down (R. Taylor) (dall'album Electric Fire, 1998)
- Loneliness... (R. Taylor) (dall'album Happiness?, 1994)
- Magic Is Loose (R. Taylor) (dall'album Fun In Space, 1981)
- Man On Fire (R. Taylor) (dall'album Strange Frontier, 1984)
- Masters Of War (B. Dylan) (dall'album Strange Frontier, 1984)
- My Country I & II (R. Taylor) (dall'album Fun In Space, 1981)
- Nazis 1994 (R. Taylor) (dall'album Happiness?, 1994)
- No More Fun (dall'album Electric Fire, 1998)
- No Violins (R. Taylor) (dall'album Fun In Space, 1981)
- Old Friends (R. Taylor) (dall'album Happiness?, 1994)
- People On Streets (R. Taylor) (dall'album Electric Fire, 1998)
- Pressure On (R. Taylor) (dall'album Electric Fire, 1998)
- Racing In The Street (B. Springsteen) (dall'album Strange Frontier, 1984)
- Revelations (R. Taylor) (dall'album Happiness?, 1994)
- Strange Frontier (R. Taylor) (dall'album Strange Frontier, 1984)
- Surrender (R. Taylor) (dall'album Electric Fire, 1998)
- The Key (R. Taylor) (dall'album Happiness?, 1994)
- The Whisperers (R. Taylor - N. Evans) (dall'album Electric Fire, 1998)
- Tonight (R. Taylor) (dall'album Electric Fire, 1998)
- Touch The Sky (R. Taylor) (dall'album Happiness?, 1994)
- Turn On The TV (R. Taylor) (dal singolo I Wanna Testify, 1977)
- Where Are You Now? (R. Taylor) (dall'album Electric Fire, 1998)
- Working Class Hero (J. Lennon) (dall'album Electric Fire, 1998)
- You Had To Be There (R. Taylor) (dall'album Happiness?, 1994)
- Young Love (R. Taylor) (dall'album Strange Frontier, 1984)
- The Unblinkin' Eye (Everything Is Broken) (versione Download poi edito anche come Cd singolo, 2009)

## Discografia

### Da solista

#### Album in studio
- 1981 – Fun in Space
- 1984 – Strange Frontier
- 1994 – Happiness?
- 1998 – Electric Fire
- 2013 – Fun on Earth
- 2021 – Outsider

#### Compilation
- 2013 – The Lot
- 2014 – Roger Taylor: Best

#### Live
- 2022 – The Outsider Tour Live

### Con i Queen
- 1973 – Queen
- 1974 – Queen II
- 1974 – Sheer Heart Attack
- 1975 – A Night at the Opera
- 1976 – A Day at the Races
- 1977 – News of the World
- 1978 – Jazz
- 1980 – The Game
- 1980 – Flash Gordon
- 1982 – Hot Space
- 1984 – The Works
- 1986 – A Kind of Magic
- 1989 – The Miracle
- 1991 – Innuendo
- 1995 – Made in Heaven

### Con i Queen + Paul Rodgers
- 2008 – The Cosmos Rocks

### Con i The Cross
- 1988 – Shove It
- 1990 – Mad, Bad and Dangerous to Know
- 1991 – Blue Rock

### Brani e Singoli (non inclusi negli album)
- 1977 - I Wanna Testify/Turn On the TV
- 1980 - A Human Body (Queen. B side del singolo Play the Game)
- 1984 - Two Sharp Pencils (Get Bad)
- 1988 - Manipulator (The Cross. Singolo extra album)
- 1988 - Feel the Force (The Cross. B side del singolo Shove It. Presente nella tracklist solo della versione USA dell'album Shove It)
- 1989 - Hijack My Heart (Queen. B side del singolo The Invisible Man)
- 1990 - In Charge of My Heart (The Cross. B side del singolo Liar)
- 1991 - Heartland (The Cross, B side del singolo Life Changes)
- 1998 - Keep A-Knockin' (Parte del Cd singolo Pressure On)
- 2006 - Woman You're So Beautiful (But Still a Pain in the Ass) (Felix & Arty) (Solo in versione download)
- 2009 - The Unblinking Eye (Everything Is Broken) (versione download, poi pubblicato anche come CD singolo. Pubblicata nel 2013 nell'album Fun on Earth in versione editata)
- 2017 - Journey's End
- 2019 - Gangsters Are Running This World
- 2020 - Isolation